# Quechua de Yauyos
El quechua de Yauyos es el conjunto de dialectos de las lenguas quechuas habladas en varias islas lingüísticas en la vertiente occidental de los Andes centrales entre los provincias peruanas de Yauyos (Lima), Chincha (Ica) y Castrovirreyna (Huancavelica). Estas áreas corresponden al norte y al sureste de la provincia de Yauyos, los distritos adyacentes de Chavín y San Pedro de Huacarpana en la provincia de Chincha, y los de Tantará y Chupamarca en la provincia de Castrovirreyna.  Muchas de estas variedades pertenecen a la rama Quechua I. Se encuentran en peligro de extinción y son pocos los niños que las hablan. Sólo el distrito de Viñac (Yauyos) tiene aún una gran proporción de quechuahablantes activos. Según SIL International, tiene un número de hablantes de 6 mil 500.
Los lectos de Yauyos han retenido en gran modo las antiguas características fonológicas del quechua, incluidas la africada retrofleja [ʈ͡ʂ]. En lo gramatical, unen características del Quechua I (Waywash) y el Quechua II (Wampuy). Las diferencias entre los dialectos locales individuales son tan amplias que sólo difícilmente se puede hablar de variantes. 
Alfredo Torero registra las siguientes variedades: Huacarpana, Apurí, Madean-Viñac, Azángaro-Huangáscar-Chocos, Cacra-Hongos, Tana-Lincha, Tomás-Alis, Huancaya-Vitis and Laraos.

## Dispersión geográfica
En el norte de Yauyos, encontramos variedades de quechua en los distrios de Laraos, Alis, Tomas, Vitis y Huancaya.  El quechua de Laraos es considerado un Quechua II, mientras que los otros cuatro distritos se enmarcan en el quechua I.  En la descripción de Torero de 1983, conformaban una sola variedad "Alis y Vitis", mientras que por el contrario, Rodolfo Cerrón-Palomino ubica en su Lingüística quechua a los dialectos de Tomás-Alis y Huancaya-Vitis —al norte, lindando con el huanca— son sumarizados dentro del subgrupo Yaru.
En esta zona al sur de Yauyos y las regiones colindantes de Chincha y Castrovirreyna, Torero (1983) enumera las siguientes cuatro variedades variedades dentro de su grupo "Huangáscar-Topará":  "Cacras", "Aurahuá y Chupamarca" incluyendo probablemente San Pedro de Huacarpana, "Huangáscar, Chocos, Azángaro" con la probable inclusión de Chavín de Topará, y "Tantará".  además, nombra las variedad Quechua II de Lincha. Taylor (1987) ofrece un esquema similar: "Cacras y Hongos", "Huangáscar-Azángaro y Chavín de Topará", "Apurí, Chocos, Madeán y Viñac" y "Lincha".

## Comparación morfológica
| Morfema      | Vitis- Huancaya | Alis-Tomas | Laraos | Cacra | Hongos | Lincha | Apurí-Chocos- Madeán-Viñac | Huangáscar- Azángaro | Chavín de Topará |
| ------------ | --------------- | ---------- | ------ | ----- | ------ | ------ | -------------------------- | -------------------- | ---------------- |
| 1 sujeto     | -:              | -:         | -ni    | -:    | -:     | -ni    | -ni                        | -:                   | -:               |
| 1 objeto     | -maa            | -maa       | -wa    | -maa  | -maa   | -wa    | -wa                        | -maa                 | -maa-            |
| Cisgerundivo | -r              | -r         | -r     | -l    | -shpa  | -shpa  | -shpa                      | -shpa                | -shpa            |
| Progresivo   | -ykaa-          | -ykaa-     | -chka- | -ya-  | -ya-   | -ya-   | -ya-                       | -ya-                 | -ya-             |
| Ablativo     | -pita           | -pita      | -manta | -paq  | -paq   | -paq   | -paq                       | -paq                 | -pa              |
| Locativo     | -ćhaw           | -ćhaw      | -ćhaw  | -ćhaw | -pi    | -pi    | -pa                        | -pa                  | -man             |
| Genitivo     | -pa             | -pa        | -pi    | -pa   | -pa    | -pa    | -pa                        | -pa                  | -pa              |

### Diccionarios en línea
- Yauyos–English (Aviva Shimelman)
- Yauyos–Castellano (Aviva Shimelman)